# Roadburn
Roadburn ist die fünfte EP der norwegischen Band Ulver. Sie erschien im Jahr 2012 bei Roadburn Records.

## Entstehung und Veröffentlichung
Ulver nahmen im Herbst 2008 und Sommer 2011 in Oslo Coverversionen von Rock-Songs der späten 1960er Jahre auf, die im Mai 2012 schließlich auf dem Album Childhood’s End erscheinen sollten. Im April des Jahres waren Ulver beim Tilburger Roadburn Festival eingeladen, um ihre Interpretation des Psychedelic Rock live zu präsentieren. Anlässlich des Auftritts wurde eine auf 500 Exemplare limitierte 7-Zoll-Schallplatte mit einem Stück des späteren Albums sowie einer weiteren, exklusiven Coverversion als Roadburn-EP veröffentlicht. Später wurde auch ein Download zur Verfügung gestellt. Ein Mitschnitt des Auftritts selbst erschien ein Jahr später als Live at Roadburn – Eulogy for the Late Sixties.

## Titelliste
1. I Had Too Much to Dream (Last Night) – 2:56 (im Original von The Electric Prunes)
2. Reverberation (Doubt) – 3:02 (im Original von 13th Floor Elevators)

## Rezeption
“The two covers, originally written in 1967 and 1966 respectively, will be the perfect companion to Ulver’s ‘1967 performance’ at Roadburn.”